# Prątniczki

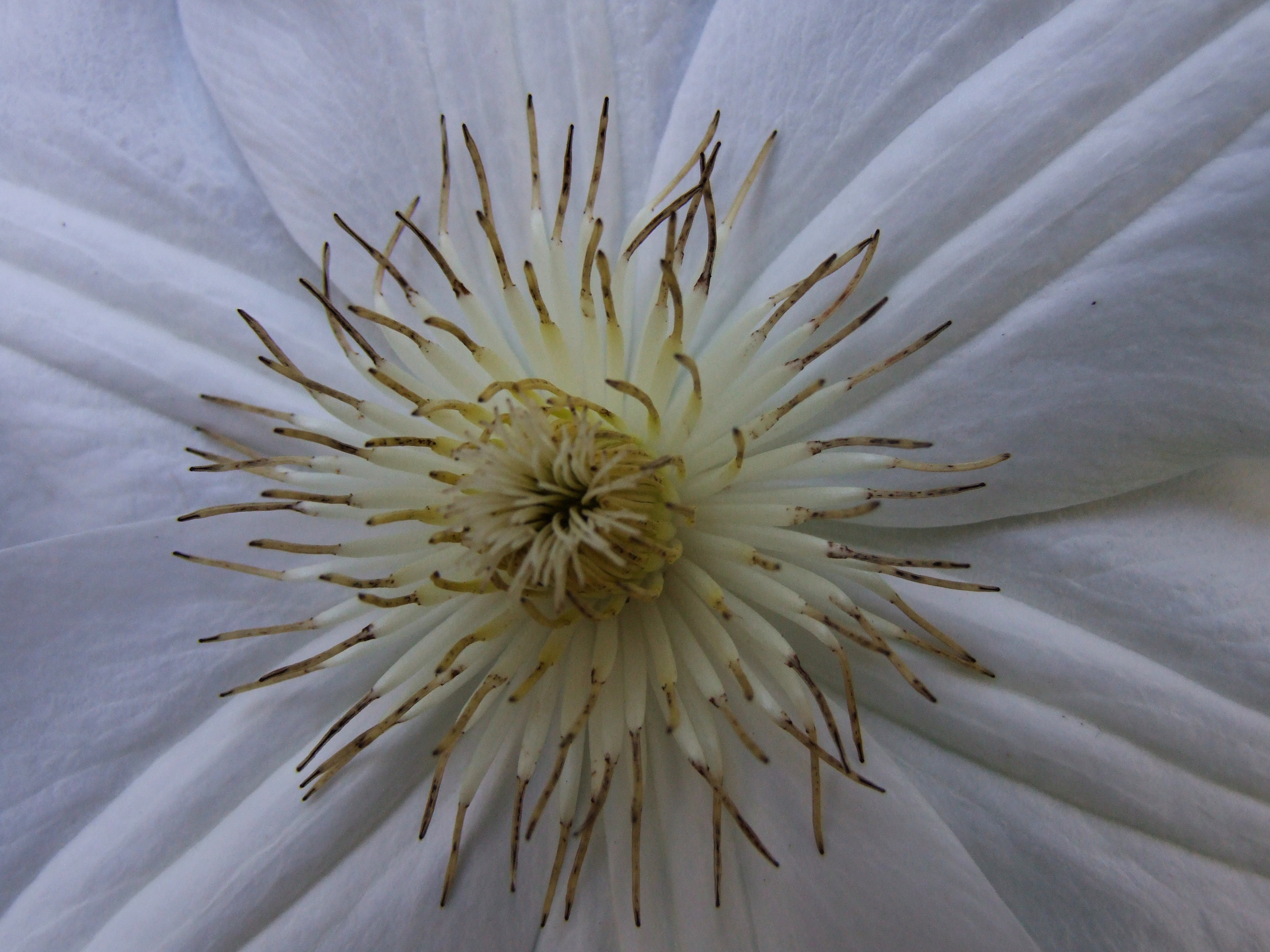
Prątniczki u powojnika

Prątniczki (łac. staminodium, liczba mnoga łac. staminodia) – znajdujące się w kwiatach u niektórych gatunków roślin płonne pręciki, które nie mają pylników i nie wytwarzają pyłku. Spełniać mogą natomiast inne funkcje. Np. u piwonii upodabniają się one do płatków korony, pełniąc rolę powabni dla owadów zapylających kwiaty. Podobną funkcję spełniają u powojnika (Clematis), tworząc wewnątrz korony ozdobny pierścień prątniczek. Niektóre z uprawianych odmian ozdobnych powojnika kwiecistego (Clematis florida) mają wszystkie pręciki przekształcone w ozdobne prątniczki. U niektórych gatunków w rodzinie jaskrowatych prątniczki pełnią funkcję miodników. U tawułowych (rodzina różowatych) prątniczki zrastając się tworzą czerwony pierścień oddzielający pręciki od słupków. U urdzika karpackiego drobne, łuskowate prątniczki występują pomiędzy normalnymi, płodnymi pręcikami.